# Communauté d'agglomération du Nord Basse-Terre
La communauté d'agglomération du Nord Basse-Terre (CANBT) est une communauté d'agglomération française, située en Guadeloupe, à la fois une région d'outre-mer et un département d'outre-mer (code 971) français.

## Historique
Elle est créée le 30 décembre 2010.

## Territoire communautaire

### Géographie
La communauté d'agglomération est située dans le nord de l'île de Basse-Terre.

### Composition
La communauté d'agglomération est composée des 6 communes suivantes :

| Nom                 | Code Insee | Gentilé         | Superficie (km2) | Population (dernière pop. légale) | Densité (hab./km2) |
| ------------------- | ---------- | --------------- | ---------------- | --------------------------------- | ------------------ |
| Sainte-Rose (siège) | 97129      | Sainte-Rosiens  | 118,6            | 17 494 (2022)                     | 148                |
| Deshaies            | 97111      | Deshaisiens     | 31,1             | 3 792 (2022)                      | 122                |
| Goyave              | 97114      | Goyaviens       | 59,91            | 7 640 (2022)                      | 128                |
| Lamentin            | 97115      | Lamentinois     | 65,6             | 18 437 (2022)                     | 281                |
| Petit-Bourg         | 97118      | Petit-Bourgeois | 129,88           | 24 299 (2022)                     | 187                |
| Pointe-Noire        | 97121      | Pointe-Noiriens | 59,7             | 5 813 (2022)                      | 97                 |

### Démographie
| 1967   | 1974   | 1982   | 1990   | 1999   | 2008   | 2013   | 2018   |
| ------ | ------ | ------ | ------ | ------ | ------ | ------ | ------ |
| 45 424 | 47 072 | 49 364 | 54 861 | 68 324 | 76 777 | 78 704 | 77 398 |

## Administration

### Siège
Le siège de la communauté d'agglomération est situé à Sainte-Rose, Place Tricolore.

### Élus
La communauté d'agglomération est administrée par son conseil communautaire, composé de 42 conseillers communautaires représentant chacune des 6 communes membres. Ils sont répartis comme suit :
| Nombre de conseillers | Communes     |
| --------------------- | ------------ |
| 13                    | Petit-Bourg  |
| 11                    | Sainte-Rose  |
| 9                     | Lamentin     |
| 4                     | Goyave       |
| 3                     | Pointe-Noire |
| 2                     | Deshaies     |

### Liste des présidents
| Période         | Période         | Identité          | Étiquette | Qualité |
| --------------- | --------------- | ----------------- | --------- | --- |
| février 2011    | avril 2014      | Guy Losbar        | GUSR      | Maire de Petit-Bourg (depuis 2008) |
| avril 2014      | 12 juillet 2020 | Jocelyn Sapotille | PS        | Maire du Lamentin (depuis 2014) |
| 12 juillet 2020 | en cours        | Guy Losbar        | GUSR      | Maire de Petit-Bourg (2008 → ) Conseiller général du canton de Petit-Bourg (2004 → 2015) Conseiller régional de la Guadeloupe (2015 → ) 1er vice-président du Conseil régional de la Guadeloupe (2015 → ) Président de GUSR (2008 → ) |

### Régime fiscal et budget
Le régime fiscal de la communauté d'agglomération est la fiscalité professionnelle unique (FPU).